# West Nimar (huyện)
Huyện West Nimar là một huyện thuộc bang Madhya Pradesh, Ấn Độ. Thủ phủ huyện West Nimar đóng ở Khargone. Huyện West Nimar có diện tích 8010 ki lô mét vuông. Đến thời điểm năm 2001, huyện West Nimar có dân số 1529954 người.